# ادی مانی
ادی مانی (به انگلیسی: Eddie Money) (21 مارس 1349 تا 13 سپتامبر 2019)با نام اصلی ادوارد جوزف ماهونی (به انگلیسی: Edward Joseph Mahoney) یک خواننده راک و نوازنده آمریکایی بود که در دهه ۱۹۷۰ و ۱۹۸۰ به شهرت رسید.

## زندگی‌نامه

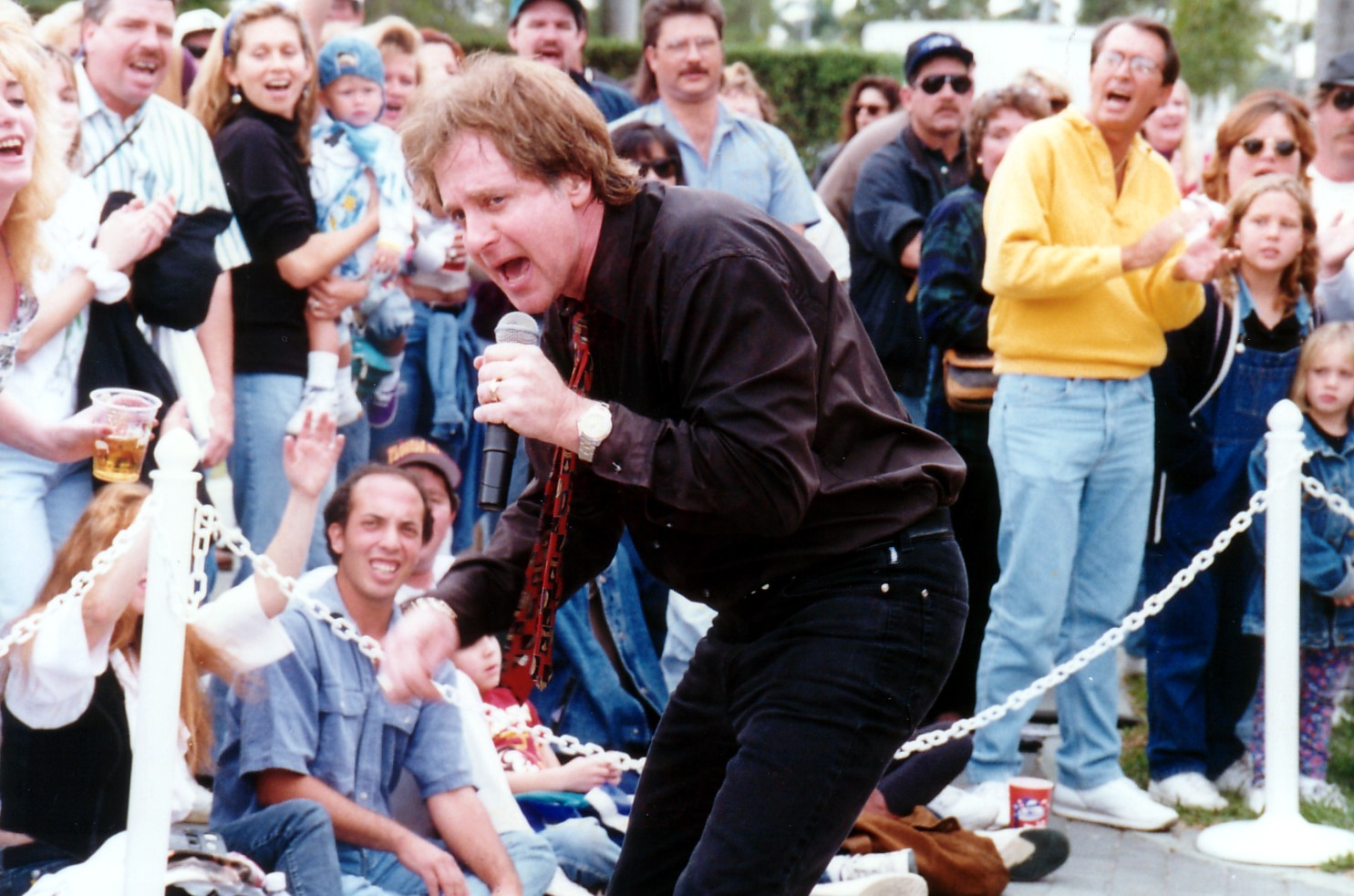
مانی در پارک گلف استریم (۲۰۰۶)

ادی مانی با نام اصلی ادوارد ماهونی در یک خانواده ایرلندی کاتولیک در بروکلین نیویورک به دنیا آمد که بعد در لانگ آیلند بزرگ شد.پدر،پدر بزرگ و برادر او همگی در اداره پلیس نیویورک سیتی به عنوان یک پلیس مشغول بودند که ادی نیز برای مدت دو سال در این اداره پلیس کاراموزی کرد،ولی زمانی که علاقه او به موسیقی به شدت افزایش یافت، از مجری گری قانون دست بر کشید و به شغل مورد علاقه اش یعنی موسیقی روی آورد. سپس به برکلی، کالیفرنیا نقل مکان کرد و در کلاب های آنجا به شهرت رسید که موجب شد با کلمبیا رکوردز قرار دادی ببندد.در دهه ی ۱۹۷۰ او تک آهنگ هایی مانند دو بلیط به بهشت را عرضه کرد. مانی به فعالیت خود ادامه داد و در اوایل دهه ۱۹۸۰ میلادی،موفق به پخش نماهنگ خود در شبکه ام تی وی شد.اما در اواسط دهه ۱۹۸۰ با عرضه چند آهنگ نا موفق و هم چنین به دلیل اعتیاد به مواد مخدر با شکست مواجه شد.اما در سال ۱۹۸۶ دوباره چندین آهنگ منتشر کرد که بسیار موفق بودند و جز برترین ده آهنگ آن موقع بودند.او همچنین در چند سریال و کارتون انیمیشنی آمریکایی نیز نقش های بازی کرده است.

## آلبوم‌ها
- Eddie Money ۱۹۷۷
- Life for the Taking ۱۹۷۸
- Playing for Keeps ۱۹۸۰
- No Control ۱۹۸۲
- Where's the Party? ۱۹۸۳
- Can't Hold Back ۱۹۸۶
- Nothing to Lose ۱۹۸۸
- Right Here ۱۹۹۱
- Love and Money ۱۹۹۵
- Ready Eddie ۱۹۹۹
- Wanna Go Back ۲۰۰۷